# CINZA
CINZA, mais tarde renomeado para Cem Miligramas, é um espetáculo musical (uma espécie de ópera rock) escrito e dirigido por Jay Vaquer, com preparação vocal da cantora Jane Duboc e com design de som por Moogie Canazio, três vezes indicado ao Grammy na categoria Engenharia de Som e vencedor do prêmio pelo álbum ‘Voz e Violão’, de João Gilberto.
A peça tem sua inspiração inicial em Rodópis — texto grego que data do século I e que serviu de inspiração para o francês Charles Perrault escrever ‘Cinderela’. A partir dele, a peça faz uma análise psicológica da personagem "C", protagonista da trama, uma jovem que perde a mãe, tem um pai apático e entra numa viagem emocional para se encontrar — no trajeto, terá que lidar com questões que envolvem sexo, ódio, moral, religião, morte, preconceito e poder. A narrativa é conduzida por 37 canções, todas compostas por Vaquer.
O espetáculo foi apresentado na Festa Internacional de Teatro de Angra – FITA. Foi o primeiro musical na história a se apresentar na Fundição Progresso, no Rio.
Em agosto de 2017, Jay Vaquer deu uma entrevista ao programa "Revista Rádio Globo", da Rádio Globo Rio, em que ele contou que seu 10o álbum será inspirado neste musical.

## Sinopse
| “ | "Inspirado no famoso conto de Rodópis, que deu origem à Cinderela, a trama acompanha “C.” em sua busca incessante por um sentido. Quanto mais procura, mais o sentido lhe escapa. Suas convicções vacilam, tropeçam, engasgam. Tenta fugir e a rota de fuga passa por uma rua que vai se configurando implacavelmente sem saída: sua cabeça." | ” |

## Elenco
- Gabriella Di Grecco - "C"
- Paulinho Serra -  Jeremias, o cão falante, alter ego da protagonista
- André Rayol - Rei Raoul II / Pai de C.
- Bukassa Kabengele - Bóris de La Torre / Sr.Chanson
- Juliana Viana - Gisele Chanson
- Kakau Berredo - Alcibíades Blake/ Razvan
- Raquel Keller - Emilie Chanson
- Roberta Spindel - Mãe de C. / Nádia Grotescus / Fada Foda
- Yann Dufau - Príncipe Raoul / Dr.Raul Cortázar
- Maria Bia - Ana Belle Chanson

## Ficha técnica
- Texto, músicas, letras, direção e direção musical: Jay Vaquer
- Direção de movimento, coreografias e assistente de direção: Renata Brás
- Preparação vocal: Jane Duboc
- Design de Som: Moogie Canazio
- Design de Luz: Tiago Mantovani
- Cenógrafo: Fábio Delduque
- Figurinista: Carol Lobato
- Visagismo: Fernando Torquatto
- Direção e criação audiovisual / Projeções: Renato Pagliacci
- Arranjos de base: Jay Vaquer e Renato Pagliacci
- Arranjos vocais: Jay Vaquer e Jane Duboc
- Fotos de Campanha, programa e cena: Renato Pagliacci
- Criação Fotos de Campanha: Horácio Brandão
- Comunicação e Imagem: Midiorama Entertainment Media

### Banda musical
- Teclados: Anderson Junior
- Bateria: Kelder Paiva
- Baixo: Lancaster Lopes
- Guitarra: Caio Barreto
- Guitarra: Bruno Fonseca
- Programações: Renato Pagliacci e Anderson Junior